# Чижовское водохранилище
Чижовское водохранилище — водохранилище в составе Вилейско-Минской водной системы, оживляет ландшафт микрорайонов Чижовка и Серебрянка в Минске. Около водохранилища находится православный храм в честь Георгия Победоносца, парк им. 900-летия г. Минска и парк им. Грековой. По другую сторону от дамбы Чижовского водохранилища расположен Минский зоопарк.
Водохранилище снабжает технической водой Минскую ТЭЦ-3 и шестнадцать предприятий города.
Отклонение от проектного режима эксплуатации Чижовско-Серебрянского водохранилища, – рассказывает заведующий кафедрой водоснабжения и водоотведения БГПА, доктор технических наук, профессор Эдуард Михневич, – а также нерегламентированный сброс в него недостаточно очищенных сточных вод привели к снижению водообмена, изменению гидрохимического и теплового режимов, повышению концентрации загрязняющих веществ. Очень сильно загрязнен ил. Так, например, содержание в нем канцерогенно опасного соединения бензопирена превышает предельно допустимую концентрацию (ПДК) в 40 – 50 раз, а фенолов – в тысячу. Во многих пробах зафиксировано превышение ПДК по тяжелым металлам, по хрому, в частности, в тысячу раз. 
На очистку водохранилища в 2010 году потрачено 6 млрд рублей. Суммарная стоимость очистки составит до 100 млрд рублей.
В 2010 году на водохранилище введена в строй малая ГЭС с двумя гидроагрегатами суммарной мощностью 260—300 кВт электроэнергии.